# Murder on the Orient Express (1974)
Murder on the Orient Express is een Britse film uit 1974, geregisseerd door Sidney Lumet. Het is een verfilming van de detectiveroman Moord in de Oriënt-expres van Agatha Christie.
Ingrid Bergman won een Oscar voor haar rol van miss Ohlsson.

## Rolverdeling
| Acteur              | Personage                                                     |
| ------------------- | ------------------------------------------------------------- |
| Albert Finney       | Hercule Poirot                                                |
| Richard Widmark     | Samuel Ratchett / Lanfranco Casetti                           |
| Lauren Bacall       | de Amerikaanse Mrs. Harriet Belinda Hubbard                   |
| Ingrid Bergman      | de Zweedse Miss Ohlson                                        |
| Sean Connery        | de Brits-Indische kolonel Arbuthnot                           |
| John Gielgud        | de Britse butler Beddoes                                      |
| Michael York        | de Hongaarse graaf Andreyani                                  |
| Jacqueline Bisset   | gravin Andreyani                                              |
| Vanessa Redgrave    | Miss Debenham                                                 |
| Rachel Roberts      | Duitse dienstmeid Hildegarde Schmidt                          |
| Anthony Perkins     | de secretaris van het slachtoffer Hector Willard MacQueen     |
| Wendy Hiller        | de Russische prinses Dragomirov                               |
| Jean-Pierre Cassell | de conducteur Pierre Paul Michel                              |
| Denis Quilley       | de Italiaanse autoverkoper annex chauffeur Antonio Foscarelli |
| Colin Blakely       | de Amerikaanse bodyguard Cyrus B. Hardman                     |
| Martin Balsam       | de Italiaanse directeur van de trein Signore Bianchi          |
| George Coulouris    | de Griekse Dr. Constantine                                    |

In 2001 werd er opnieuw een film van het boek gemaakt met Alfred Molina in de hoofdrol. In 2010 volgde een bewerking voor de televisie, met David Suchet als Poirot. En ook in 2017 kwam er een verfilming, deze keer van en met Kenneth Branagh.

## Trivia

### Onjuistheden
Er zit een aantal foutjes in de film:
- In Istanboel wordt het reisschema omgeroepen: Sofia - Belgrado - Zagreb - Brod - Ljubljana - Triëst. In werkelijkheid ligt Brod tussen Belgrado en Zagreb.
- Poirot vraagt uiteindelijk hoeveel passagiers er in de wagon zaten, behalve hijzelf en het slachtoffer. Het antwoord (dat hij accepteert) is twaalf, er waren echter dertien mensen aanwezig, namelijk ook conducteur Pierre Paul Michel. Daarbij moet gezegd worden: Graaf Andreyani bracht samen met zijn vrouw één steekwond toe, en had - buiten het verdriet dat zijn vrouw droeg - geen persoonlijke wrok jegens het slachtoffer.
- Als butler Beddoes het mes terugtrekt, is duidelijk te zien dat het mes niet bebloed is, maar schoon.
- Op het station in Istanboel zijn affiches te zien van Kemal Atatürk. In 1935, het jaar waarin het verhaal zich afspeelt, leefde Atatürk nog; affiches met zijn beeltenis werden pas na zijn dood verspreid.
- Op het station is 'Allahoe akbar' vanuit een luidspreker te horen, deze uitspraak was toen verboden, er was een Turkse variant voor in de plaats gekomen: 'Tanri Uludur'. 'Allah Akbar' werd pas weer toegestaan in 1938.
- In de beginscène wordt Poirot door een man die hem vergezelt tijdens het oversteken van de Bosporus bedankt voor het redden van het Koninkrijk Jordanië. Dat bestond toen nog niet, Jordanië was in die tijd een emiraat en werd veel later pas een koninkrijk.
- Tijdens de scène waarin Poirot een glaasje crème de menthe drinkt, is er door het raam een passerende trein te zien, deze is van een veel moderner type, dat nog niet bestond in 1935.

### Overige trivia
- Een aantal personen spreekt soms in de eigen taal, zo wordt er kort Duits, Frans, Hongaars, Italiaans en Zweeds gesproken in de film.
- Actrice Rachel Roberts die de rol van Hildegard Schmidt speelde, was tijdens de opnames al ernstig depressief en verslaafd aan slaapmiddelen en alcohol. Ze pleegde zes jaar later zelfmoord.